# Raptor (Gardaland)
Raptor is een stalen achtbaan in Gardaland, Italië. Het is een prototype van een Wing Coaster van de Zwitserse achtbaanfabrikant Bolliger & Mabillard. Raptor opende op 1 april 2011. Het station is onder de grond, en de bezoekers hangen naast de baan, net zoals bij X2 in Six Flags Magic Mountain, het enige verschil is dat X2 draaiende stoelen heeft, en Raptor niet. De baan heeft 3 inversies, de treinen hebben elk 7 karretjes met 4 zitplaatsen. Dit is in totaal 28 personen per trein.